# Rey Manaj
Rey Manaj, född 24 februari 1997 i Lushnja, är en albansk fotbollsspelare som spelar för Albaniens landslag. 

## Karriär
Manaj föddes i Lushnja i centrala Albanien men flyttade som barn till Italien där han började spela juniorfotboll. Han debuterade som senior för US Cremonese 2014, och värvades 2015 av storklubben Internazionale från Milano. Han gjorde sin Serie A-debut den 23 augusti 2015, då han i den 85:e matchminuten hoppade in för Marcelo Brozović.
Han blev uttagen i Albaniens herrlandslag i fotbolls trupp för första gången i november 2015.
I januari 2017 lånades Manaj ut till Serie B-klubben Pisa. Den 1 juli 2018 lånades Manaj ut till Albacete.
Den 20 januari 2020 värvades Manaj av Barcelona, där han skrev på ett 3,5-årskontrakt och inledde sin sejour i Barcelona B. Inför säsongen 2021/2022 blev Manaj uppflyttad i A-laget. Den 31 augusti 2021 lånades han ut till italienska Spezia på ett säsongslån.
Den 12 juli 2022 värvades Manaj av Watford, där han skrev på ett treårskontrakt. I februari 2023 meddelade Watford att de kommit överens med Manaj om att bryta kontraktet i förtid.